# Meliton Pieńczykowski
Meliton Dobrogost Romuald Pieńczykowski (Pięczykowski), herbu  Lubicz (ur. 23 maja 1796 w Stanisławowie, zm. 1861 w Medwedowcach ?) – ziemianin, poseł do Sejmu Ustawodawczego w Kromieryżu.

## Życiorys
Urodził się w rodzinie ziemiańskiej, od 1833 właściciel odziedziczonych dóbr Medwedowce z Janówką, Nowostawcami i Podlesiem (później w powiecie buczackim) oraz od 1858 Wybranówki i Bryńców Cerkiewnych w powiecie bobreckim. Od 21 czerwca 1852 członek Galicyjskiego Towarzystwa Gospodarskiego we Lwowie (1852-1860).
Członek Stanów Galicyjskich (1850-1861). Aktywny politycznie w okresie Wiosny Ludów. Poseł do Sejmu Konstytucyjnego w Wiedniu i Kromieryżu (10 lipca 1848 – 7 marca 1849), wybrany 19 czerwca 1848 w galicyjskim okręgu wyborczym Krzywcze. W parlamencie należał do „Stowarzyszenia” skupiającego demokratycznych posłów polskich.

## Rodzina i życie prywatne
Był synem Stanisława Floriana (1758–?) i Franciszki ze Świejkowskich. Miał braci Stanisława (właściciela dóbr Stryhańce) i Józefa (właściciela dóbr Czarnołoście), oraz siostry: Franciszkę Kunegundę (ur. 1757, żonę Łukasza Komarnickiego), Konstancję Juliannę (ur. 1760, żonę Wojciecha Grocholskiego), Petronelę Justynę (ur. 1766, żonę Eliasza Mańczukowskiego), Wiktorii Ewy (ur. 1770), Łucji Tekli (ur. 1771). Ożenił się z Seweryną z Cieńskich, z którą miał dwóch synów: Stanisława Melitona Franciszka oraz Józefa Saturnina, właściciela Wybranówki i Bryńców Cerkiewnych w powiecie bobreckim, a także jedną córkę Annę (1789-1868), żonę Józefa Szumlańskiego.